# So Tonight That I Might See
So Tonight That I Might See es el segundo álbum de estudio de la banda estadounidense dream pop de Mazzy Star. Fue publicado el 5 de octubre de 1993 a través de Capitol Records.
La primera canción del álbum, «Fade Into You», fue el único sencillo de la banda en lograr ingresar en la lista Billboard Hot 100, alcanzando el puesto #44. La canción también llegó al #48 en la lista UK Singles Chart. Por su parte, Pitchfork lo incluyó en el puesto #19 en su Top 200 mejores canciones de los años 1990.

## Lista de canciones
Todas las canciones escritas y compuestas por Hope Sandoval y David Roback, excepto «Five String Serenade» por Arthur Lee. 
| N.º   | Título                        | Duración |  |
| 1.    | «Fade into You»               | 4:55     |  |
| 2.    | «Bells Ring»                  | 4:32     |  |
| 3.    | «Mary of Silence»             | 6:02     |  |
| 4.    | «Five String Serenade»        | 4:24     |  |
| 5.    | «Blue Light»                  | 5:10     |  |
| 6.    | «She's My Baby»               | 4:25     |  |
| 7.    | «Unreflected»                 | 3:42     |  |
| 8.    | «Wasted»                      | 5:31     |  |
| 9.    | «Into Dust»                   | 5:36     |  |
| 10.   | «So Tonight That I Might See» | 7:19     |  |
| 51:36 |                               |          |  |

## Posicionamiento en listas
| Listas (1993-94)               | Mejor posición |
| ------------------------------ | -------------- |
| Estados Unidos (Billboard 200) | 36             |
| Reino Unido (UK Albums)        | 68             |

## Certificaciones
| País (Certificador) | Certificación | Ventas certificadas |
| --- | ------------- | ------------------- |
| Estados Unidos (RIAA) | Platino       | 1 000 000*          |
| Reino Unido (BPI) | Oro           | 100 000*            |
| ^cifras de envíos basadas únicamente en la certificación xcifras no especificadas basadas únicamente en la certificación |               |                     |